# Johan van Heemskerk
Johan van Heemskerk (Amsterdam, 1597 – Amsterdam, 1656) è stato un poeta, avvocato e statista olandese.
Nacque ad Amsterdam, frequentò la scuola a Bayonne, poi studiò all'Università di Leida. Nel 1621 partì per il grand tour, dopo aver scritto il primo volume di poesie, Minnekunst ("L'arte dell'amore"), pubblicato nel 1622. Visse quattro anni fuori dall'Olanda. Nel 1623 fu nominato maestro di arti a Bruges e nel 1624 visitò Ugo Grozio a Parigi.
Al suo ritorno nel 1625 pubblicò Minnepligt ("Il dovere dell'amore") e cominciò la pratica forense per diventare avvocato all'Aia. Nel 1628 fu inviato in Inghilterra dalla Compagnia Olandese delle Indie Orientali per comporre la controversia relativa all'Isola Ambon. Lo stesso anno pubblicò il poema Minnekunde ("La scienza dell'amore").
Nel 1640 tornò ad Amsterdam, dove sposò Alida, sorella dello statista Van Beuningen. Nel 1641 pubblicò una traduzione in olandese del Cid di Corneille, una commedia tragica, e nel 1647 la sua opera più famosa, il romanzo pastorale Batavische Arcadia ("Arcadia Batava"), che aveva scritto dieci anni prima.
Negli ultimi dieci anni della sua vita Heemskerk fu membro della camera alta degli Stati Generali. Morì ad Amsterdam il 27 febbraio 1656.
La poesia di Heemskerk cadde nell'oblio durante il XVIII secolo, ma in seguito è stata recuperata e oggi viene ancora letta. La sua famosa opera pastorale Batavische Arcadia, ispirata all'Astrea di Honoré d'Urfé, fu molto popolare per più di un secolo e fu ristampata per dodici edizioni.
Batavische Arcadia diede origine anche a molte imitazioni: le più notevoli furono Dordrechtsche Arcadia (1663) di Lambert van den Bos (1610-1698), Saanlandsche Arcadia (1658) di Hendrik Sooteboom (1616-1678) e Rotterdamsche Arcadia (1703) di Willem den Elger (morto nel 1703). Ma l'opera originale di Heemskerk, dove un gruppo di ninfe e pastori si reca dall'Aia a Katwijk e lì conversano in un'atmosfera cortese e pastorale, supera tutte le imitazioni per brio e versatilità.

## Βibliografia
- (EN) Hugh Chisholm (a cura di), Heemskerk, Johan van, in Enciclopedia Britannica, XI, Cambridge University Press, 1911.